# Franz Abele von Lilienberg
Freiherr Franz Maria Abele von Lilienberg (* 29. September 1766 in Szakosch im Temescher Banat; † 17. Dezember 1861 in Graz) war ein österreichischer Feldmarschallleutnant.

## Leben

### Familie
Franz Abele von Lilienberg entstammte dem Adelsgeschlecht Abele von und zu Lilienberg und war der Sohn des Freiherrn Franz de Paula Maria Kilian Johann Nepomuk Michael Abele von und zu Lilienburg (* 30. September 1729 in Graz; † 1782), Direktor der Kameral-Güter im Banat, und dessen Ehefrau Juliana (geb. von Litschko); er hatte noch zwei Brüder.
Er war seit dem 23. September 1815 mit der Mainzerin Katharina (geb. von Mappes) (* 2. Januar 1799; † 18. November 1876 in Klagenfurt) verheiratet; gemeinsam hatten sie drei Kinder.
Seinen Ruhestand verlebte er anfänglich in Mainz, nach dem Tod seiner Schwiegereltern siedelte er dann nach Graz über.

### Werdegang
Franz Abele von Lilienberg besuchte die Schule in Temeswar und trat, kurz nach dem Tod seines Vaters, am 17. Juni 1783 in die österreichische kaiserliche Armee ein. Er begann als Kadett in der Mappierungsabteilung und wurde 1788 als Fahnenkadett zum St. Georger Grenz-Regiment versetzt. Er wurde der Katastralvermessung zugeteilt, musste jedoch bei Ausbruch des türkischen Kriegs (siehe Russisch-Österreichischer Türkenkrieg (1787–1792)) bei der Truppe einrücken und nahm unter anderem an der Eroberung von Dubitza teil. Kurzzeitig wurde er als Kommandant des Spitals in Agram eingesetzt, kehrte dann aber bereits wieder zu seinem Regiment zurück und nahm unter Feldmarschall Gideon Ernst von Laudon an der Belagerung von Novi Grad teil.
Er wurde 1788 zum Fähnrich und 1790 zum Unterleutnant beim ungarischen Regiment Splenyi befördert. 1791 kam er, nach dem Frieden von Swischtow, nach Siebenbürgen. Er musste, nach der Kriegserklärung gegen Frankreich am 20. April 1792, einen Geschütztransport mit sechs Geschützen nach Valenciennes durchführen und nahm dort an der Zernierung der dortigen Festung teil. Nach der Übergabe von Valenciennes im Juli 1793 wurde er bei einem Gefecht bei Douai verwundet und musste einige Wochen im Spital in Brüssel zubringen. Im selben Jahr nahm er an der Belagerung von Quesnoy und von Landrecies teil. 
Am 4. April 1794 wurde er zum Oberleutnant im Generalstab befördert und darauf dem Korps zugeteilt, das Maubeuge besetzt hielt. Nachdem sich das Korps zurückgezogen hatte, wurde er dem Korps des Feldmarschallleutnants Maximilian Baillet von Latour an der Maas zugeteilt. Als auch dieses Korps sich über den Rhein zurückzog, wurde er dem Korps des Feldmarschallleutnants Joseph Alvinczy von Berberek zugeteilt und kam mit diesem zum Feldzeugmeister Charles Joseph de Croix, comte de Clerfait und Feldmarschall Dagobert Wurmser, der Mannheim belagerte. Er kämpfte 1796 in der Schlacht bei Wetzlar sowie in der Schlacht um Würzburg und nahm an der Belagerung von Hüningen und der Festung Kehl teil. 
Am 26. Januar 1797 erfolgte seine Beförderung zum Hauptmann.
1799 nahm er an der Schlacht bei Ostrach sowie an der Schlacht bei Stockach teil. In Zürich wurde im selben Jahr eine Kugel durch 36 Blätter einer Schweizer Landkarte, die er unter seiner Uniform trug, aufgehalten und er blieb somit unverletzt; im selben Jahr erfolgte seine Beförderung zum Major in Böhmen und er wurde 1801, nach dem Frieden von Luneville, zur kartografischen Abteilung nach Westgalizien und darauf als Leiter der Zeichnungskanzlei im Generalquartiermeisterstab nach Wien versetzt.
1805 wurde er zum Hauptquartier des Feldmarschallleutnants Karl Mack von Leiberich versetzt und erhielt die Leitung der Generalkanzlei. In dieser Funktion wies er Karl Mack von Leiberich mehrmals auf die gefährliche Lage hin, wurde jedoch immer zurückgewiesen. Durch eine Fehleinschätzung des Feldmarschallleutnants wurde Ulm eingeschlossen und musste anschließend kapitulieren.
Nach dem Preßburger Frieden erhielt er 1805 die Leitung der Arbeiten im Generalquartiermeisterstab in Wien.
Am 1. Januar 1807 wurde er zum Oberstleutnant und kurz vor der Schlacht bei Aspern am 17. März 1809 zum Oberst und 1813 zum Generalmajor befördert.
In der Schlacht um Dresden stürmte er 1813 mit seiner Brigade die große Redoute in der Nähe des Grossen Gartens und in der Schlacht bei Kulm im selben Jahr führte er einen Kavallerieangriff durch und nahm den brennenden Ort ein. In der Völkerschlacht bei Leipzig gelang es ihm, den Ort Zuckelhausen zu erobern, erlitt jedoch größere Verluste während er von vier französischen Brigaden beschossen wurde; anschließend war er an der Zernierung von Dresden beteiligt und kam dann zur Armee nach Italien und nahm an der Schlacht am Mincio teil.
Im Jahr 1827 wurde er zum Feldmarschallleutnant und Divisionär in Peterwardein befördert.
1830 erfolgte seine Ernennung zum zweiten Inhaber des Infanterie-Regiments Erzherzog Stephan Nr. 58, bevor er 1834 in den Ruhestand trat.